# Шутеев, Василий Иванович
Василий Иванович Шутеев (род. 23 июля 1942, с. Алексеевка, Орловская область) — российский политический деятель, глава администрации Курской области с 1991 по 1996 год.

## Биография
Родился 23 июля 1942 года в с. Алексеевка Кромского района Орловской области в крестьянской семье.

### Образование и трудовая деятельность
Окончил Новочеркасский геологоразведочный техникум, Курский политехнический институт в 1970 году.
Трудовую деятельность начал помощником бурового мастера геологоразведочной экспедиции. С 1970 года работал на заводе «Счетмаш» инженером, руководителем СКБ, начальником цеха, с 1980 года — главным инженером, с 1984 года — директором завода, затем генеральным директором ПО «Счетмаш».

### Политическая деятельность
С 1988 года — начальник главного планово-экономического управления, одновременно (с 1989 года) — первый заместитель председателя Курского облисполкома, с октября 1991 года — председатель облисполкома.
В декабре 1991 года был назначен главой администрации Курской области. В декабре 1993 года был избран в Совет Федерации первого созыва, был членом Комитета по международным делам, в январе 1996 года вошёл в состав Совета Федерации РФ второго созыва по должности, был членом Комитета по вопросам безопасности и обороны.
20 октября 1996 года на выборах губернатора Курской области уступил победу Александру Руцкому, набрав 17,55 % голосов. После отставки отошёл от политической деятельности и занялся фермерством в селе Шестопалово Курской области.

## Премии
- Государственная премия СССР (1985) — за создание и внедрение в народное хозяйство семейства проблемноориентированных вычислительных комплексов на основе мини-ЭВМ «Искра-226»